# WTFPL
A WTFPL (Do What The Fuck You Want To Public License) é uma licença de software livre bastante permissiva e pouco utilizada. Outras licenças como esta são a GNU General Public License, Licença Apache, Licença BSD e Licença MIT. A versão 1.0 foi escrita por Banlu Kemiyatorn que a usava em seus trabalhos artísticos no Window Maker.
Samuel Hocevar, um programador Francês e líder do projeto Debian (17 de abril de 2007 - 16 de abril de 2008), escreveu a versão 2.0. Ela permite redistribuir e modificar o software e "fazer o que você quiser" (“do what the fuck want to”). A licença foi aprovada como uma licença compatível com a GNU General Public License e de software livre pela Free Software Foundation.

## Termos

### Versão 1
```
do What The Fuck you want to Public License

Version 1.0, March 2000
Copyright (C) 2000 Banlu Kemiyatorn (]d).
136 Nives 7 Jangwattana 14 Laksi Bangkok
Everyone is permitted to copy and distribute verbatim copies
of this license document, but changing it is not allowed.

Ok, the purpose of this license is simple
and you just

DO WHAT THE FUCK YOU WANT TO. 
```

### Versão 2
```
           DO WHAT THE FUCK YOU WANT TO PUBLIC LICENSE
                   Version 2, December 2004

Copyright (C) 2004 Sam Hocevar <sam@hocevar.net>

Everyone is permitted to copy and distribute verbatim or modified
copies of this license document, and changing it is allowed as long
as the name is changed.

           DO WHAT THE FUCK YOU WANT TO PUBLIC LICENSE
  TERMS AND CONDITIONS FOR COPYING, DISTRIBUTION AND MODIFICATION

 0. You just DO WHAT THE FUCK YOU WANT TO.
```

## Traduções

### Tradução oficial para o francês da versão 2
Em 2009, a tradução oficial para o francês da WTFPL Versão 2 foi feita por Samuel Hocevar, com o nome de Licence Publique Rien À Branler (LPRAB) version 1, referindo-se ao comercial falso feito pelo grupo de humoristas franceses Les Nuls. "Rien à branler" é uma expressão francesa que pode ser traduzida como "não poderia dar errado".
```
               LICENCE PUBLIQUE RIEN À BRANLER
                     Version 1, Mars 2009

Copyright (C) 2009 Sam Hocevar
 14 rue de Plaisance, 75014 Paris, France

La copie et la distribution de copies exactes de cette licence sont
autorisées, et toute modification est permise à condition de changer
le nom de la licence.

        CONDITIONS DE COPIE, DISTRIBUTON ET MODIFICATION
              DE LA LICENCE PUBLIQUE RIEN À BRANLER

 0. Faites ce que vous voulez, j’en ai RIEN À BRANLER.
```

## Usuários
A WTFPL é raramente utilizada, ao menos de nome, mas alguns programas têm sido liberados sob ela. A licença pode ser aplicada a trabalhos escritos e alguns materiais artísticos.